# 栃木県道130号静和停車場線

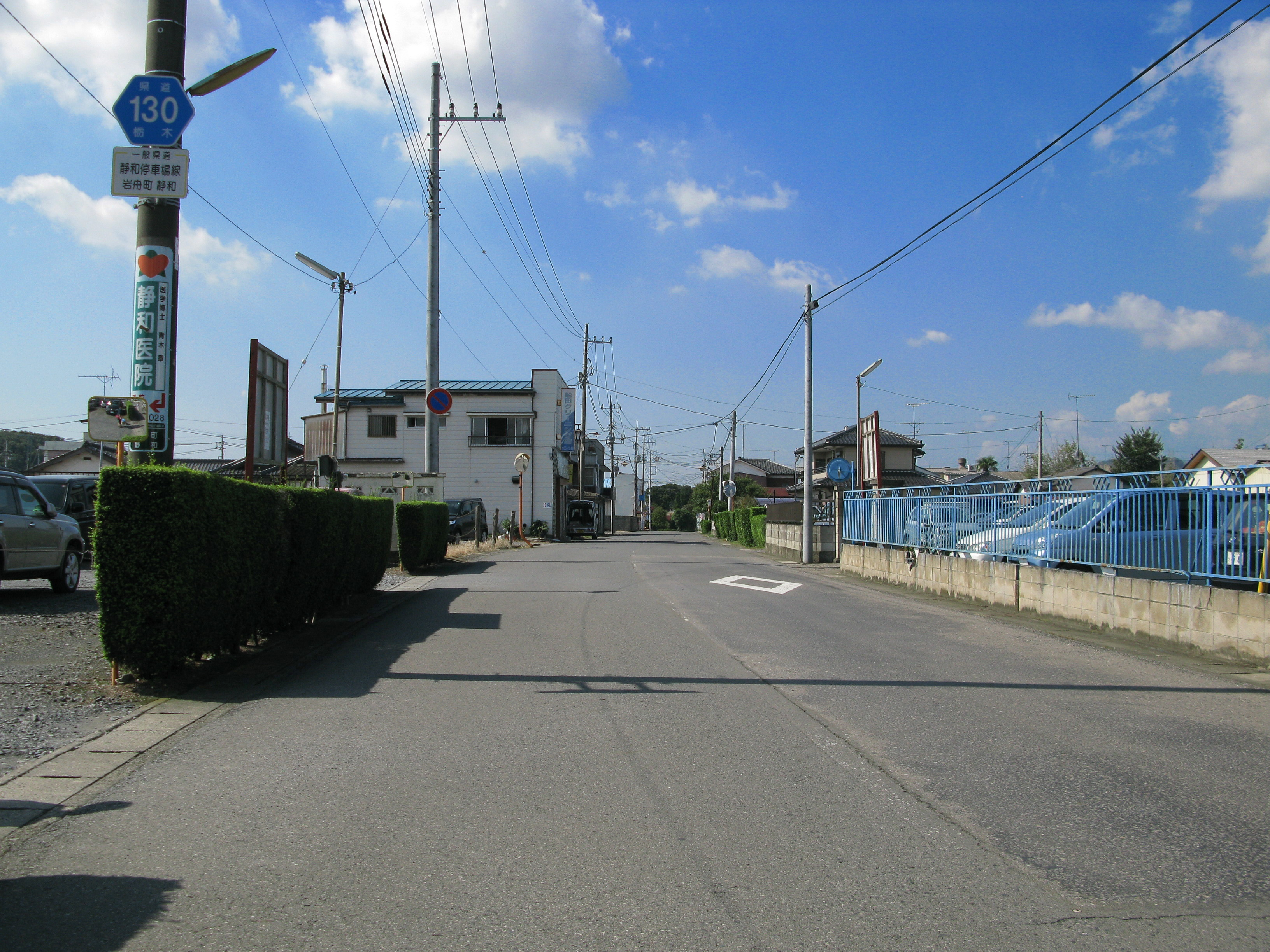
栃木市静和地区（2012年10月）

栃木県道130号静和停車場線（とちぎけんどう130ごう しずわていしゃじょうせん）は、栃木県栃木市を通る一般県道である。

## 路線概要
- 指定：1961年（昭和36年）4月1日
- 実延長：0.448 km[1]
- 起点：栃木県栃木市岩舟町静和（東武鉄道静和駅）
- 終点：栃木県栃木市岩舟町和泉（静和交差点=栃木県道36号岩舟小山線交点）

## 交差する道路
- 栃木県道160号和泉間々田線（岩舟町静和）

## 沿線施設
- 東武鉄道日光線 静和駅